# زیارت چاه سنگک
زیارت چاه سنگک یا چاه سنگک روستایی در دهستان جلگه چاه هاشم بخش جلگه چاه هاشم شهرستان دلگان استان سیستان و بلوچستان ایران است.

## جمعیت
بر پایه سرشماری عمومی نفوس و مسکن در سال ۱۳۹۵ جمعیت این روستا ۱۸۶ نفر (۵۳خانوار) بوده‌است.